# Gorilles dans la brume
Pour l’article homonyme, voir Gorilles dans la brume (film).
Gorilles dans la brume (Gorillas in the Mist), sous-titré Treize ans chez les gorilles, est un récit autobiographique de Dian Fossey paru en 1983, dans lequel elle raconte son expérience de vie au sein d'une communauté de gorilles de l'Est, ainsi que son combat en faveur de cette espèce. 

« J'ai passé 13 ans de mon existence parmi les gorilles de montagne et je les ai observés dans leur environnement naturel. Ce livre, qui est également le fruit de 15 années de travaux et recherches, retrace certains épisodes de cette expérience... Des mesures urgentes de protection doivent être prises si l'on veut que les gorilles survivent et se multiplient. Mais n'est-il pas déjà trop tard ?... Je souhaite vivement que le résultat de mes recherches soit à la hauteur des souvenirs et des observations que j'ai accumulés. »

— Dian Fossey